# Congrès UNEF-ID de Toulouse de 1999
Du 29 avril au 2 mai 1999 se tient à Toulouse le 76e de congrès de l'UNEF Indépendante et Démocratique.

## Le congrès
A l'unanimité, le congrès se prononce en faveur du processus de réunification enclenché quelques mois plus tôt. Reste la question de l'importance de la recomposition. Outre l'UNEF-SE, SUD Étudiant et la FAGE doivent-ils participer?
Pour le reste, le rapport de force reste quasiment inchangé par rapport à 1997. La TUD, favorable à un rapprochement avec SUD, obtient 11,5 % des mandats et la [Tendance pour une alternative syndicale, qui prône l'ouverture vers la FAGE, est créditée de 10 % des mandats. La majorité de Carine Seiler confirme donc sa bonne implantation avec 78,5 % des mandats.

## Le retour des héritiers de la CJS
En interne, les héritiers de la Tendance pour la confédération étudiante, après cinq ans d'isolement décident de se réinvestir dans la direction nationale du syndicat. Après avoir tenté de s'intégrer dans la majorité en formant une sensibilité, ils renoncent rapidement et créent la Tendance s'entraider.

## Vers la réunification
En juin 2000, les deux UNEF annoncent leur volonté de ce réunifier. En juillet, elles font liste commune aux élections au CNESER. Ce choix leur permet d'obtenir la majorité absolue des élus. Mais le congrès de réunification prévu en décembre doit être repoussé, la majorité des AGE de l'UNEF-SE hostile à une union avec l'UNEF-ID ayant réussi à bloquer le processus dans leur syndicat.

## Départ de Carine Seiler
A l'annonce des élections à la LMDE, Carine Seiler quitte au début de l'année 2001 sa place de présidente de l'UNEF-ID pour mener la liste UNEF. Elle est remplacée à ce poste par Yassir Fichtali.

## La réunification
Le 24 juin 2001, les deux UNEF réunies en congrès de refondation décident de ce réunifier.

## Sources et références
Presse écrite, notamment Le Monde et le journal de l’UNEF-ID, Étudiant de France dont les premiers numéros sont consultables sur le site du Conservatoire de la mémoire étudiante.